# Saidian
Saidian est un groupe de power metal allemand, originaire d'Esslingen, Bade-Wurtemberg. Le groupe est formé en 2004 et publie son premier album, ...for those Who Walked the Path Forlorn l'année suivante en 2005. En septembre 2006 sort le deuxième album du groupe, Phoenix. Leur troisième album studio, et premier album chez Blistering, intitulé Evercircle, est annoncé et publié en mai 2009. Saidian se sépare en 2012.

## Biographie
Saidian est formé en 2004 à Esslingen, Bade-Wurtemberg. Saidian publie son premier album, ...for those Who Walked the Path Forlorn l'année suivante en 2005. Le groupe tourne en Europe en soutien à l'album avec Jon Oliva's Pain. En septembre 2006 sort le deuxième album du groupe, Phoenix. Savatage contribue au chant dans l'album. En juin 2007, Saidan est annoncé pour le festival Magic Circle Fest le 6 juillet 2007. En juillet 2007, le groupe publie la vidéo de sa chanson Burn Down the Night sur leur page officielle MySpace. Selon le groupe, le clip comprend « des tournages en live, et quelques impressions en coulisses de notre tournée européenne de 2005 avec Jon Oliva's Pain. » Le 3 septembre 2007, Saidan retourne en studio pour l'enregistrement d'un nouvel album studio.
En mars 2009, le groupe signe avec le label Blistering Records. Leur troisième album studio, et premier album chez Blistering, intitulé Evercircle, est annoncé et publié le 29 mai 2009. Cependant, l'album est accueilli d'une manière assez mitigée par la presse spécialisée,. Le groupe enregistre et publie un vidéoclip pour la chanson Tokyo, et fait une tournée avec le groupe Magnum en septembre 2009. Saidian se sépare en 2012.

## Style musical
Lyriquement, le groupe parle souvent de sujets tels que le destin, l'espérance, la victoire ou de légendes classiques. La musique est basée sur la voix très haut et claire du chanteur et sur un son mélodique, où les claviers jouent un rôle très dominant. La musique du groupe ressemble ainsi aux power metal et hard rock européens des années 1980 et ainsi aux groupes tels que Helloween ou Europe (groupe) et fait partie d'un réseau de groupes contemporains qui réadaptent ces éléments tels que Edguy, Stratovarius ou Royal Hunt.

## Membres

### Derniers membres
- Rodrigo Blattert - guitare (2004-2012)[1]
- Markus Bohr - claviers (2004-2012)[1]
- Markus Engelfried - chant (2004-2012)[1]
- Bernd Heining - batterie, percussions (2006-2012)[1]
- Frank Herold - basse (2009-2012)[1]

### Anciens membres
- Jan Ebert - basse[1]
- Manuel Glassmann - basse (2004-2008)[1]
- Klaus Sperling  - batterie (2004-2006)[1]
- Stefan Dittrich - batterie (2004-2006)[1]
- Stephan Lüddemann - basse (2008-2009)[1]

## Discographie
- 2009 : Evercircle

1. Out of the shadows 4:34
2. Tokyo 3:56
3. Solomon's dance 5:28
4. Once in my dreams 7:01
5. Pale moon rider 5:31
6. Stroke of genius 6:08
7. Moonlight's calling 8:16
8. Sign in the sky 5:11
9. The princess 4:42
10. Halos for everyone 5:22